# Yucca angustissima subsp. toftiae
Yucca angustissima subsp. toftiae (englischer Trivialname „Toft Yucca“) ist eine Unterart der Pflanzenart Yucca angustissima in der Familie der Spargelgewächse (Asparagaceae).

## Beschreibung
Yucca angustissima subsp. toftiae wächst solitär. Die grünen Laubblätter sind 25 bis 60 cm lang und 0,5 bis 1,8 cm breit.
Charakteristisch ist der Blütenstand mit 1,5 bis 4 Meter Höhe, im Gegensatz zu den Unterarten angustissima und kanabensis mit kürzeren Blütenständen. Die hängenden, glockenförmigen, kugeligen, weißen bis cremefarbenen Blüten weisen eine Länge von 3 bis 4,5 cm und einen Durchmesser von 2 bis 3 cm auf. Die Blütezeit ist im Mai.
Yucca angustissima subsp. toftiae ist in Mitteleuropa bis minus 20 °C frosthart. Sie ist selten in Sammlungen zu finden.

## Verbreitung
Yucca angustissima subsp. toftiae ist in dem US-Bundesstaat Utah auf Sandsteinhügeln in Höhenlagen zwischen 1200 und 1400 Metern verbreitet. Diese Unterart ist dort endemisch und wächst vergesellschaftet mit verschiedenen Kakteen-Arten, etwa Sclerocactus parviflorus.

## Systematik
Der botanische Namen wurde nach der amerikanischen Botanikerin Catherine Ann Toft gewählt. Die gültige Beschreibung durch Fritz Hochstätter unter dem Namen Yucca angustissima subsp. toftiae ist 1998 veröffentlicht worden.
Synonyme sind Yucca toftiae S.L.Welsh 1975 und Yucca angustissima var. toftia Reveal 1977.

## Bilder
Yucca angustissima subsp. toftiae:

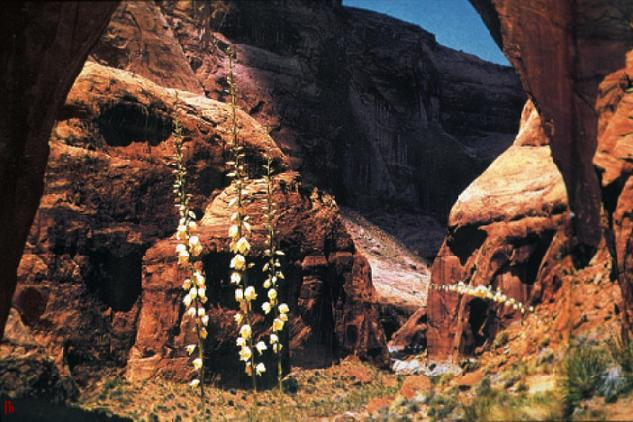
In Blüte im Mai in Utah